# Stadthalle Wuppertal

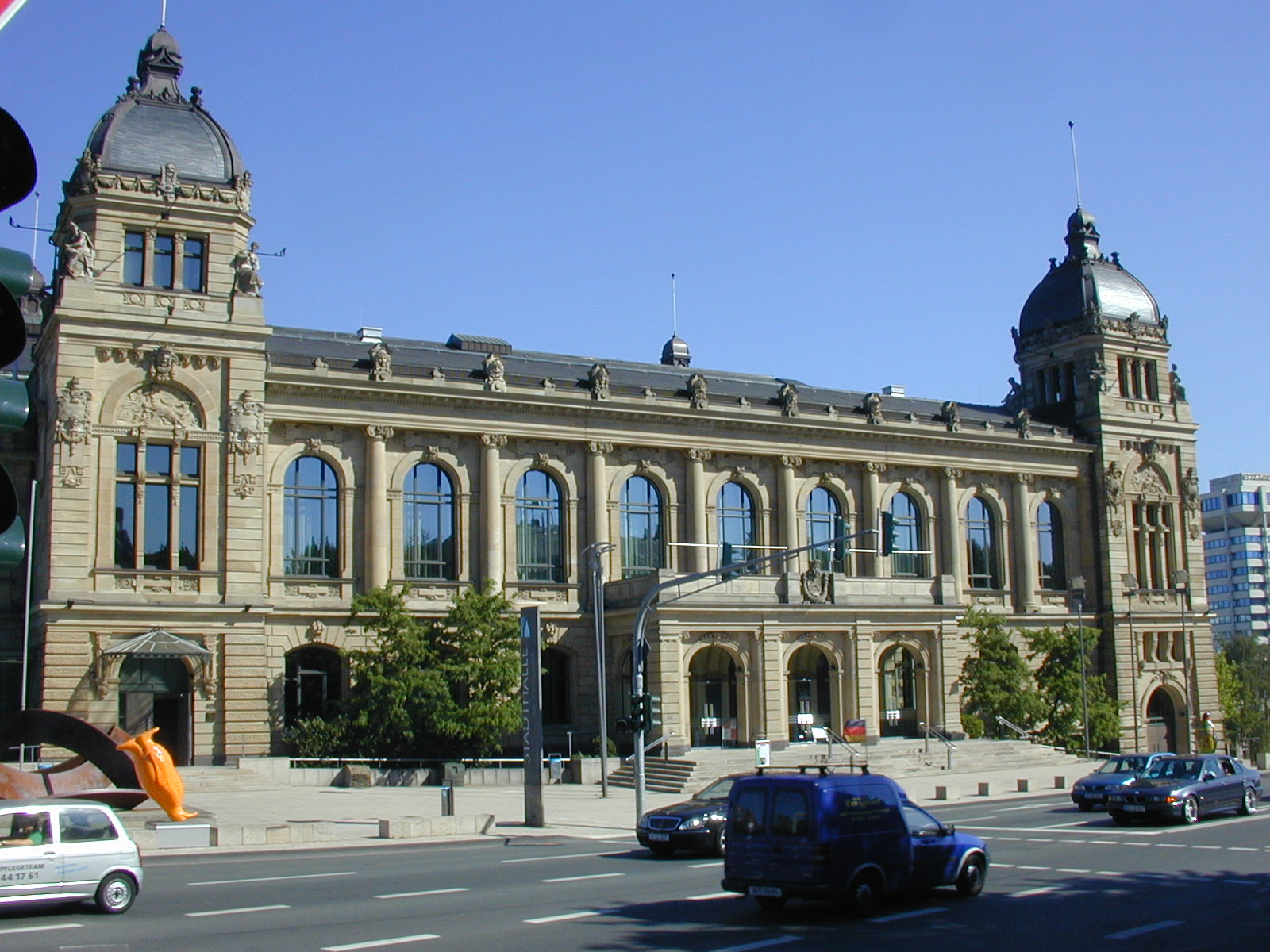
Südfassade mit Haupteingang

Die Stadthalle Wuppertal (offizielle Bezeichnung: Historische Stadthalle am Johannisberg) ist eine der bedeutendsten Sehenswürdigkeiten der Stadt Wuppertal und gleichzeitig als Konzert- und Veranstaltungsort wegen ihrer einzigartigen Akustik weltweit bekannt. Sie liegt auf dem Johannisberg im Süden Elberfelds unweit der Innenstadt und des Wuppertaler Hauptbahnhofs. In unmittelbarer Nähe befinden sich die Schwimmoper und das Wilhelm-Dörpfeld-Gymnasium.
Sie entstand Ende des 19. Jahrhunderts als Repräsentationsbau des damals eigenständigen Elberfelds, wurde 1900 eröffnet und blieb als einziger historischer Veranstaltungsort Wuppertals im Zweiten Weltkrieg weitgehend unbeschädigt.

## Nutzung

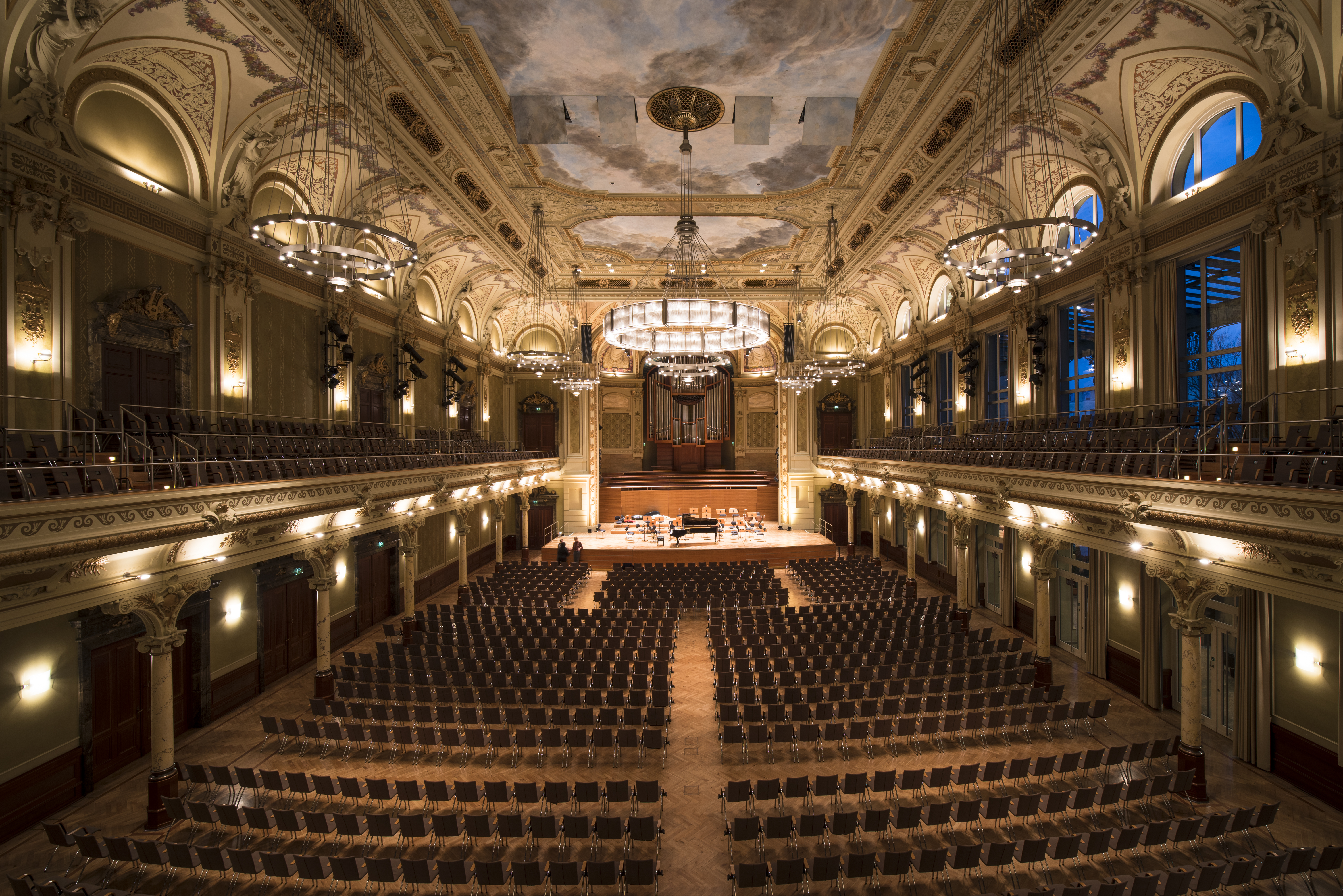
Großer Saal

Die Historische Stadthalle Wuppertal ist der repräsentativste Veranstaltungsort der Stadt und wird aufgrund ihrer hervorragenden Akustik unter anderem für Konzerte unterschiedlichster Art sowie für musikalische Aufnahmen genutzt. Sie ist der Konzertsaal des Sinfonieorchesters Wuppertal. Neben den Musikveranstaltungen und Konzerten wird die Stadthalle ebenso für Auftritte von Kleinkünstlern verwendet wie für Ausstellungen, kleinere Messen und sonstige Veranstaltungen.
Beispielsweise findet seit 2004 in den Sälen der Stadthalle jährlich Anfang Juli die danceComp statt, eine der größten internationalen Tanzsportveranstaltungen. Für den Wettbewerb, in dessen Zuge 2013 erstmals auch ein Europacup der Professionals der Standarddisziplinen ausgetragen wurde, bewarben sich 2013 über 2.500 Tänzer. Im April und Mai des Jahres 2008 fanden in der Stadthalle die Wertungen des Deutschen Orchesterwettbewerbs 08 statt. Die deutschen ESC-Teilnehmer Cascada drehten hier das Musikvideo für das Wettbewerbs-Lied Glorious. Anfang Juni 2013 fand in der Stadthalle außerdem der bundesweite Vorentscheid für die zweite Staffel der Castingshow The Voice of China statt. Von 223 Bewerbern traten 15 vor 300 Zuschauern auf. Die besten drei qualifizierten sich für die nächste Runde der Castingshow.
Auch der Garten der Stadthalle wird regelmäßig für kommerzielle Veranstaltungen genutzt. So findet seit der Fußball-Weltmeisterschaft 2006 regelmäßig zu großen Fußball-Turnieren ein Public Viewing in dem Garten statt, der in den Sommermonaten zu einem städtischen Strand mit Theken umgebaut wird.
Die Halle wird als GmbH geführt. Gesellschafter sind die Stadt Wuppertal, die Stadtsparkasse Wuppertal und die Culinaria GmbH, die in der Halle für das Catering zuständig ist.

## Geschichte

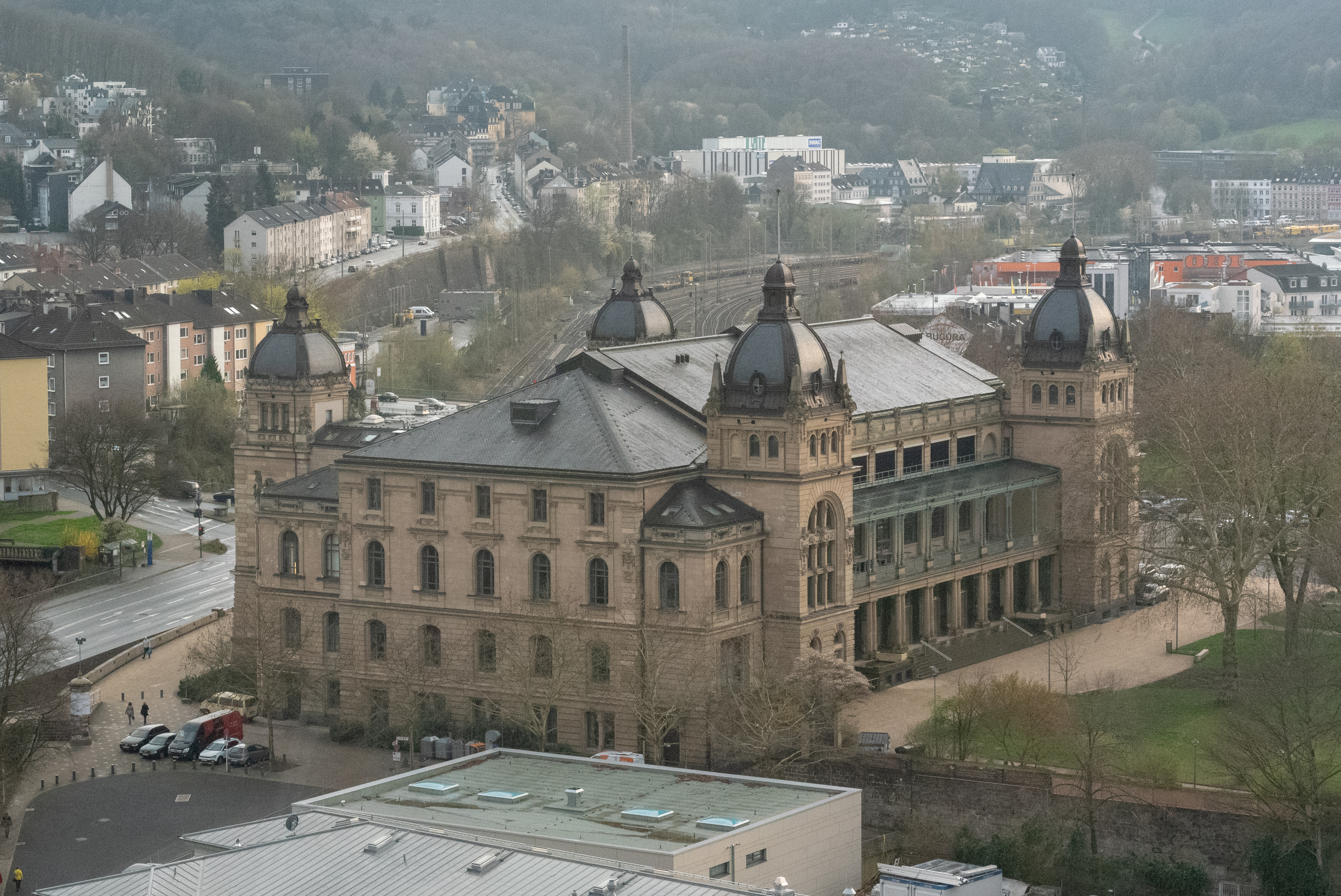
Die Stadthalle von Nordosten

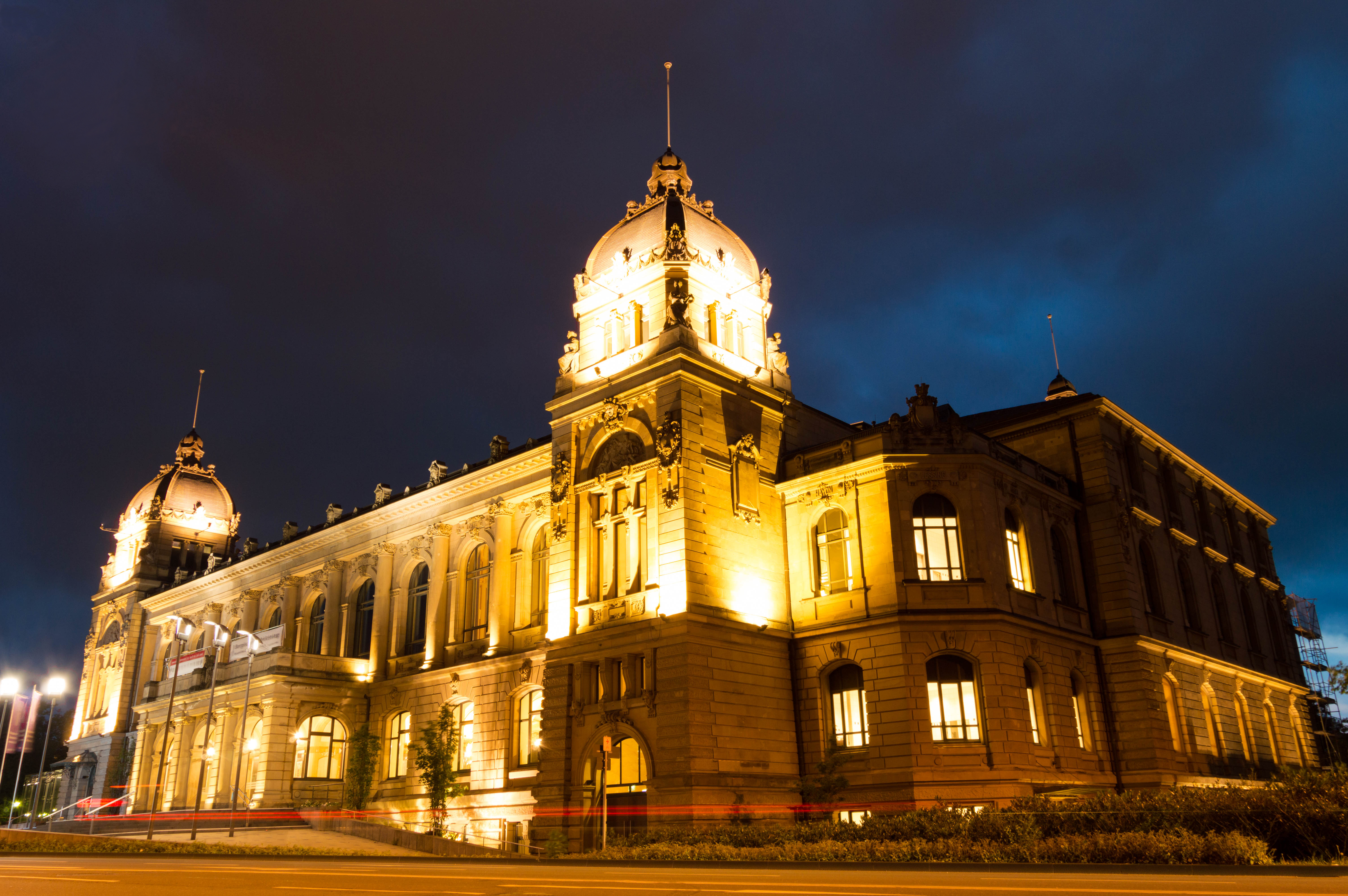
Die Stadthalle bei Nacht

Im ausgehenden 19. Jahrhundert beabsichtigte die damals noch selbständige und stark prosperierende Stadt Elberfeld, sich als Zeichen ihres Selbstbewusstseins und Wohlstandes ein Aushängeschild in Form einer Stadthalle zuzulegen. Nachdem im Jahr 1895 ein geeignetes Grundstück auf dem Johannisberg erworben worden war, erfolgte der Baubeginn am 5. Oktober 1896. In eineinhalbjähriger Bauzeit wurde nach den Plänen des Elberfelder Stadtbauamtes ein Bau im Stil der Neorenaissance italienischer Prägung errichtet. Die Eröffnungsfeier fand vom 6. bis 8. Juli 1900 statt.
Der große Saal umfasst ca. 1.000 m², bietet Sitzplätze für ca. 1.550 Personen und Stehplätze für rund 2.000 Personen. Er wurde mit einer großen Orgel von Wilhelm Sauer ausgestattet, die über 56 Register auf vier Manualen und Pedal und ein schwellbares Fernwerk verfügte. Die Orchesternische ist mit 190 m² für die größten Orchester- und Chorbesetzungen geeignet. Übereinstimmenden Expertenmeinungen zufolge war und ist das prunkvolle Gebäude akustisch eines der besten Konzerthäuser Europas, gleichrangig mit dem Leipziger Gewandhaus, dem Wiener Musikverein oder den Tonhallen in München und Zürich anzusehen.
Im Gegensatz zu den anderen historischen Theaterhäusern Wuppertals, die alle 1943 durch Bombenangriffe zerstört wurden, blieb die Stadthalle unversehrt und konnte in der ersten Nachkriegszeit als Opern- und Operettenhaus dienen. 1957 wurden bei einer Modernisierung Stuck abgeschlagen sowie vergoldete Decken und Wandgemälde übermalt. Auf eine Restaurierung der großen Orgel wurde verzichtet. Die kleine, fahrbare Orgel jener Zeit wurde erst 1996 wieder durch ein großes Instrument ersetzt.
In der Zeit zwischen Januar 1992 und dem 8. Dezember 1995 wurde die Stadthalle für rund 80 Mio. DM (40,9 Mio. Euro) grundlegend restauriert und dabei wesentliche historistische Elemente des Ursprungsbaus wiederhergestellt, unter anderem die 1957 verlorenen Stuckverzierungen, Wand- und Deckengemälde.
An der Fassade befinden sich die Namen zahlreicher deutschsprachiger kulturtragender Persönlichkeiten, die den Repertoirekanon der Erbauungszeit widerspiegeln. Während des Nationalsozialismus wurden die Namen aller Personen jüdischer Herkunft, zum Beispiel der Felix Mendelssohn Bartholdys, und anderer dem Regime missliebiger Künstler entfernt. Nach dem Krieg wurden diese Namen erneut angebracht. Die kleineren Säle sind heute nach Mendelssohn, Jacques Offenbach und Gustav Mahler benannt.

## Gebäude
Bei der Stadthalle handelt es sich um ein zweigeschossiges Gebäude mit einer Sandsteinfassade. Der Grundriss ist – grob betrachtet – rechteckig, an den Ecken befinden sich vier markante Türme. Neben dem Großen Saal, der über beide Etagen reicht und eine Empore besitzt, befinden sich im Erdgeschoss noch das Foyer (die Wandelhalle) und der Offenbach-Saal. In der ersten Etage befinden sich neben der Galerie des Großen Saales noch fünf weitere kleinere Säle, unter anderem der Mendelssohn- und der Mahler-Saal.

## Orgel

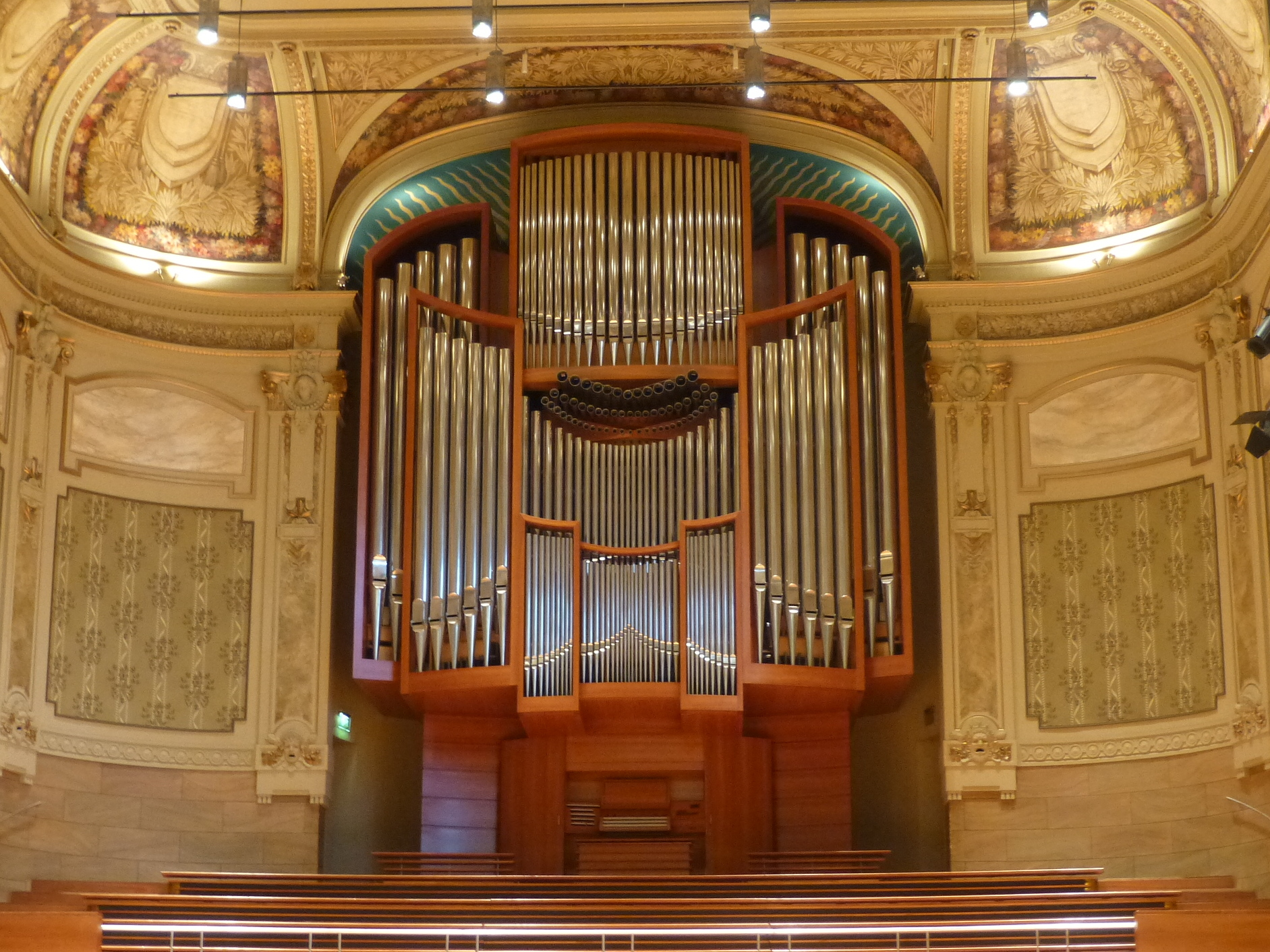
Die Sauer-Orgel im Großen Saal

Durch eine private Spende konnte auch eine neue Orgel eingebaut werden. Das Instrument wurde 1996 von der Orgelbaufirma Westfälischer Orgelbau S. Sauer (Höxter) erbaut. Es hat 67 Register (4706 Pfeifen) auf drei Manualen und Pedal. Vom zweiten Manual aus ist das schwellbare Fernwerk anspielbar. Das Solowerk ist an alle Manuale ankoppelbar. Die Spieltrakturen sind mechanisch, die Registertrakturen elektrisch. Das Pedalregister Untersatz 64′ ist ein akustisches Register, das aus dem Bordun 32′ erzeugt wird.
| I Hauptwerk C–a3 |       |
| Praestant        | 16′   |
| Prinzipal        | 8′    |
| Doppelflöte      | 8′    |
| Viola da Gamba   | 8′    |
| Oktave           | 4′    |
| Hohlflöte        | 4′    |
| Quinte           | 2 ⁄3′ |
| Superoktave      | 2′    |
| Cornett V        | 8′    |
| Mixtur V         | 2′    |
| Acuta IV         | 1 ⁄3′ |
| Trompete         | 16′   |
| Trompete         | 8′    |
| Trompete         | 4′    |

| II Positiv C–a3 |        |
| Praestant       | 8′     |
| Holzgedackt     | 8′     |
| Quintade        | 8′     |
| Prinzipal       | 4′     |
| Rohrflöte       | 4′     |
| Quinte          | 2 ⁄3′  |
| Schwegel        | 2′     |
| Terz            | 1 3⁄5′ |
| Superquinte     | 1 ⁄3′  |
| Scharff IV      | 1′     |
| Dulcian         | 16′    |
| Cromorne        | 8′     |
| Tremulant       |        |

| II Fernwerk C–a3  |       |
| Stillgedackt      | 16′   |
| Fernflöte         | 8′    |
| Salicional        | 8′    |
| Vox angelica      | 8′    |
| Fugara            | 4′    |
| Flauto dolce      | 4′    |
| Violine           | 2′    |
| Harmonia aeth. IV | 2 ⁄3′ |
| Glockenspiel      | 4′    |

| Solowerk C–a3         |    |
| Tuba mirabilis horiz. | 8′ |

| III Schwellwerk C–a3 |        |
| Bourdon              | 16′    |
| Principal            | 8′     |
| Bourdon              | 8′     |
| Flûte harmonique     | 8′     |
| Gambe                | 8′     |
| Voix céleste         | 8′     |
| Praestant            | 4′     |
| Flûte octaviante     | 4′     |
| Nasard               | 2 ⁄3′  |
| Octavin              | 2′     |
| Tierce               | 1 3⁄5′ |
| Sifflet              | 1′     |
| Fourniture V         | 2 ⁄3′  |
| Basson               | 16′    |
| Tromp. harmonique    | 8′     |
| Hautbois             | 8′     |
| Voix humaine         | 8′     |
| Clairon harmonique   | 4′     |
| Tremulant            |        |

| Pedalwerk C–g1 |       |
| Untersatz      | 64′   |
| Bordun         | 32′   |
| Prinzipal      | 16′   |
| Violonbass     | 16′   |
| Subbass        | 16′   |
| Oktavbass      | 8′    |
| Gedacktbass    | 8′    |
| Tenoroktave    | 4′    |
| Bassflöte      | 4′    |
| Hintersatz V   | 2 ⁄3′ |
| Kontrafagott   | 32′   |
| Posaune        | 16′   |
| Trompete       | 8′    |